# Stelis crystallina
Stelis crystallina är en orkidéart som beskrevs av Oakes Ames. Stelis crystallina ingår i släktet Stelis och familjen orkidéer. Inga underarter finns listade i Catalogue of Life.